# Kjusbæk
Kjusbæk (dansk), Kiusbek eller Hesselmühlenau (tysk) er et mindre vandløb i det sydlige Angel (Sydslesvig) i den nordtyske delstat Slesvig-Holsten. Bækken udspringer syd for Stenfelt (Stenmark), bugter sig igennem engene ved Kalkær (Kallekær, ty. Kalkjer), hvor der tidligere var en dam, løber øst om Vakkerød, passerer landsbyen Kjus og fiskedammene ved Hesselmølle, inden den efter 4,5 km munder ved Gundeby Nor ud i Slien. På tysk kaldes vandløbet også for Kalkjärgraben (≈Kalkærgrav) og Hesselmühlenau (≈Hesselmølleå). Vandløbet danner på en del af strækningen kommunegrænsen mellem Stenfelt og Ulsnæs. En del er rørlagt. Langs åen er der bevoksninger med grå-el. Dens nedre løb fra Kjus har et smalt leje med delvis stejle skranter.